# Phylloneta sisyphia
Espèce
Synonymes
- Araneus sisyphius Clerck, 1757
- Theridion sisyphium (Clerck, 1757)
- Aranea notata Linnaeus, 1758
- Aranea nervosa Olivier, 1789
- Aranea scopulorum Schrank, 1803
- Linyphia cincta Walckenaer, 1841
- Zilla alpina Giebel, 1867
- Theridion sisyphium foliiferum Thorell, 1875
- Theridion lepidum O. Pickard-Cambridge, 1885
- Theridion torandae Strand, 1917
- Theridion sisyphium illepida Caporiacco, 1934

Phylloneta sisyphia est une espèce d'araignées aranéomorphes de la famille des Theridiidae.

## Distribution
Cette espèce se rencontre en zone paléarctique.

## Description

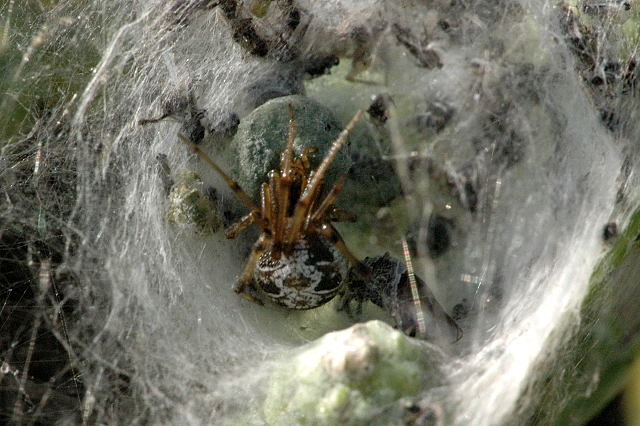
Phylloneta sisyphia ♀

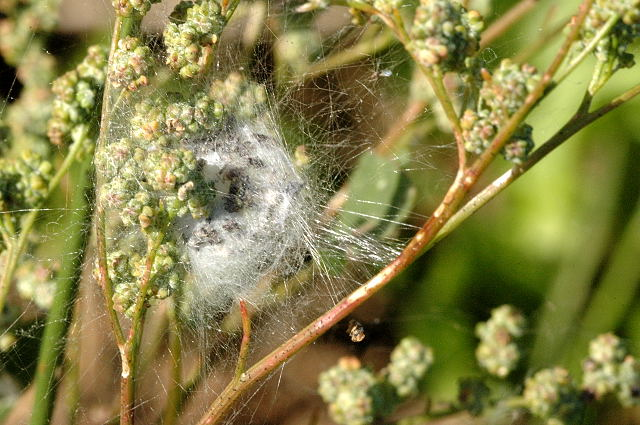
Toile de Phylloneta sisyphia

Les mâles mesurent de 2,5 à 3,0 mm et les femelles de 3,0 à 4,0 mm.

## Liste des sous-espèces
Selon World Spider Catalog (version 16.0, 14/05/2015) :
- Phylloneta sisyphia sisyphia (Clerck, 1757)
- Phylloneta sisyphia foliifera (Thorell, 1875)
- Phylloneta sisyphia torandae (Strand, 1917)

## Publications originales
- Clerck, 1757 : Svenska spindlar, uti sina hufvud-slågter indelte samt under några och sextio särskildte arter beskrefne och med illuminerade figurer uplyste. Stockholmiae, p. 1-154 (sv)
- O. Pickard-Cambridge, 1885 : Araneida. Scientific results of the second Yarkand mission. Calcutta, p. 1-115 (texte intégral).
- Thorell, 1875 : Descriptions of several European and North African spiders. Bihang till Kongliga Svenska Vetenskaps-Akademiens Handlingar, vol. 13, no 5, p. 1-203.